# Luke, Rank Impersonator
Luke, Rank Impersonator  è un cortometraggio muto del 1916 prodotto e diretto da Hal Roach e interpretato da Harold Lloyd.

## Trama
Luke fa fallire una società di affari, come risultato rallegra le cose.

## Produzione
Il film fu prodotto da Hal Roach per la Rolin Films.

## Distribuzione
Distribuito dalla Pathé Exchange, uscì nelle sale cinematografiche USA il 10 dicembre 1916. L'anno seguente, la Pathé Frères lo distribuì in Francia presentandolo in sala il 23 novembre 1917 con il titolo Lui va dans le monde.